# Partido del Verdadero Camino
El Partido del Verdadero Camino o Partido de la Recta Vía —en turco: Doğru Yol Partisi, DYP— fue un partido político de centroderecha turco, activo desde 1983 hasta 2007.  Durante la mayor parte de su historia, la figura central del partido fue Süleyman Demirel, ex primer ministro de Turquía que anteriormente dirigió el Partido de la Justicia (AP) antes de que fuera cerrado tras el golpe militar de 1980. El DYP fue ampliamente considerado como el sucesor tanto de AP como del Partido Demócrata (DP), activo en el período inicial multipartidista de Turquía.

## Historia
El partido se estableció en 1983 y afirmó que era el sucesor exclusivo del Partido de la Justicia, que en su momento también afirmó ser el sucesor del Partido Demócrata de Adnan Menderes. El DYP fue el principal partido de oposición en la Gran Asamblea Nacional de 1987 a 1991. El partido se basó fuertemente en la base de votantes del DP y la AP, y anunció en 1988 que el 70% de los líderes locales del partido de la DYP eran exmiembros de AP. Más tarde, el partido ganó el poder en las elecciones generales de 1991, después de haberse convertido en la primera fuerza política. Posteriormente, Demirel regresó al cargo de primer ministro en el período de 1991 a 1993, antes de asumir la presidencia de Turquía ese año. Posteriormente, tanto el liderazgo del DYP como el cargo de primer ministro pasaron a Tansu Çiller, otra miembro destacada del partido. Çiller fue la primera mujer primera ministra de Turquía y ocupó el cargo hasta 1996. Después de servir como socio menor en varios gobiernos de coalición, el partido fue eliminado del parlamento en las elecciones generales de 2002, al no pasar el umbral electoral del 10 % requerido para ganar escaños.
Si bien el partido demostró ser capaz de mantener una presencia en la política local después de su expulsión del parlamento en 2002, parecía probable que el DYP nuevamente no lograra ingresar al parlamento en las elecciones de 2007. En respuesta, la dirección del DYP y la del conservador Partido de la Madre Patria (ANAP) anunciaron su intención de fusionarse bajo el nombre del ex Partido Demócrata (DP). En última instancia, la ANAP se retiró de la fusión, aunque el Partido del Verdadero Camino siguió adelante con el cambio de marca y se transformó en el nuevo Partido Demócrata (DP) en mayo de 2007. El nuevo DP solo obtuvo el 6% en las elecciones y permaneció fuera de la Gran Asamblea Nacional hasta 2018, cuando recibió un escaño en la lista del Partido Bueno.
Sin embargo, Çetin Özaçıkgöz refundó una nueva versión del DYP en 2007. Recibió el 0,15% de los votos en las elecciones de 2011.